# Bartoszewo (województwo zachodniopomorskie)
Bartoszewo (do 1945 niem. Barm) – wieś w Polsce położona w województwie zachodniopomorskim, w powiecie polickim, w gminie Police, ok. 2,5 km na północ od północnej granicy miasta Szczecin. Miejscowość usytuowana jest nad jeziorem Bartoszewo na Równinie Polickiej wśród lasów Puszczy Wkrzańskiej. Według danych z 1 stycznia 2011 roku wieś miała 100 mieszkańców.  

## Historia
Wieś została założona ok. 1769 roku jako osiedle drwali i rolników. Do początku XX w. osada rozwijała się spokojnie. Później zaczęła funkcjonować jako miejscowość wypoczynkowa dla Szczecinian. Przed 1939 wzniesiono tu klasycystyczny pałacyk, powstały nowe zabudowania, zagospodarowano pobliskie tereny.
W czasie II wojny światowej wieś nie zniszczona, została zajęta 27 kwietnia 1945 r. przez wojska radzieckie (2 Front Białoruski – 2 Armia Uderzeniowa), została wyludniona a pierwsi polscy osadnicy przybyli tu z końcem 1946 roku. Od lat 50. XX w. powstawały tu letniska, później część obszaru wsi przejął Urząd Wojewódzki w Szczecinie. W latach 80. miejscowość przekształciła się w ośrodek rekreacyjny dla Szczecina, powstały nowe budynki, działki itp.

### Przynależność polityczno-administracyjna
- 1815–1866: Związek Niemiecki, Królestwo Prus, prowincja Pomorze, rejencja szczecińska, powiat Randow
- 1866–1871: Związek Północnoniemiecki, Królestwo Prus, prowincja Pomorze, rejencja szczecińska, powiat Randow
- 1871–1918: Cesarstwo Niemieckie, Królestwo Prus, prowincja Pomorze, rejencja szczecińska, powiat Randow
- 1919–1933: Rzesza Niemiecka (Republika Weimarska), kraj związkowy Prusy, prowincja Pomorze, rejencja szczecińska, powiat Randow
- 1933–1945: III Rzesza, prowincja Pomorze, rejencja szczecińska, powiat Randow (do 1939), powiat Uckermünde (1939–1945)
- 1946–1950: Rzeczpospolita Polska (Polska Ludowa), województwo szczecińskie, powiat szczeciński;
- 1950–1957: Polska Rzeczpospolita Ludowa (Polska Ludowa), województwo szczecińskie, powiat szczeciński;
- 1957–1975: Polska Rzeczpospolita Ludowa, województwo szczecińskie, powiat szczeciński;
- 1975–1989: Polska Rzeczpospolita Ludowa, województwo szczecińskie;
- 1989–1998: Rzeczpospolita Polska, województwo szczecińskie;
- 1999–teraz: Rzeczpospolita Polska, województwo zachodniopomorskie, powiat policki, gmina Police[4].

### Demografia
Ogólna liczba mieszkańców:
- 1800 – 57 mieszk.
- 1939 – 44 mieszk.
- 2000 – 19 mieszk.

## Geografia i turystyka
Polska nazwa wsi pochodzi od staropolskiego imienia Bartosz.
Przez wieś prowadzą piesze szlaki turystyczne:
- Szlak Puszczy Wkrzańskiej im. Stefana "Taty" Kaczmarka.
- Szlak Policki